# Ingrid Jacquemod
Ingrid Jacquemod nació el 23 de septiembre de 1978 en Bourg-Saint-Maurice (Francia). Es una esquiadora que tiene una victoria en la Copa del Mundo de Esquí Alpino (con un total de 6 podiums).

## Resultados

### Juegos Olímpicos de Invierno
- 2002 en Salt Lake City, Estados Unidos
  - Super Gigante: 22.ª
  - Descenso: 23.ª
- 2006 en Turín, Italia
  - Descenso: 16.ª
  - Eslalon Gigante: 21.ª
  - Super Gigante: 32.ª
- 2010 en Vancouver, Canadá
  - Super Gigante: 10.ª
  - Descenso: 23.ª

### Campeonatos Mundiales
- 2001 en Sankt Anton am Arlberg, Austria
  - Super Gigante: 21.ª
  - Descenso: 26.ª
- 2003 en St. Moritz, Suiza
  - Super Gigante: 22.ª
  - Descenso: 29.ª
- 2005 en Bormio, Italia
  - Descenso: 5.ª
  - Eslalon Gigante: 11.ª
  - Super Gigante: 17.ª
- 2007 en Åre, Suecia
  - Descenso: 8.ª
  - Combinada: 14.ª
  - Eslalon Gigante: 15.ª
- 2009 en Val d'Isère, Francia
  - Combinada: 15.ª
  - Super Gigante: 19.ª
  - Descenso: 20.ª
- 2011 en Garmisch-Partenkirchen, Alemania
  - Super Gigante: 17.ª
  - Descenso: 18.ª

### Copa del Mundo

#### Clasificación general Copa del Mundo
- 1996-1997: 103.ª
- 1997-1998: 73.ª
- 1998-1999: 69.ª
- 1999-2000: 32.ª
- 2000-2001: 45.ª
- 2001-2002: 69.ª
- 2002-2003: 31.ª
- 2003-2004: 35.ª
- 2004-2005: 13.ª
- 2005-2006: 25.ª
- 2006-2007: 10.ª
- 2007-2008: 11.ª
- 2008-2009: 31.ª
- 2009-2010: 9.ª
- 2010-2011: 33.ª

#### Clasificación por disciplinas (Top-10)
- 2002-2003:
  - Descenso: 7.ª
- 2004-2005:
  - Descenso: 6.ª
- 2006-2007:
  - Descenso: 5.ª
  - Combinada: 9.ª
- 2007-2008:
  - Combinada: 7.ª
  - Descenso: 8.ª
  - Eslalon Gigante: 9.ª
- 2009-2010:
  - Descenso: 4.ª
  - Super Gigante: 6.ª

#### Victorias en la Copa del Mundo (1)

##### Descenso (1)
| Fecha              | Lugar          |
| ------------------ | -------------- |
| 7 de enero de 2005 | Santa Caterina |